# 騎西町
騎西町（きさいまち）は、かつて埼玉県の東部の北埼玉郡にあった町である。旧・武蔵国埼玉郡。

## 地理
荒川および利根川により形成された沖積地のほぼ中央部に位置していた。
河川
- 北青毛堀川
- 南青毛堀川
- 道地用水
- 見沼代用水（星川）
- 小川落
- 熊蔵用水
- 騎西領用水（新川用水）
- 南用水
- 中用水（騎西領中用水路）
- 五ノ神用水
- 四ヶ村用水
- 戸崎用水
- 大英寺落（備前堀大英寺落、大英寺脇落）
- 古笊田落（備前堀古笊田落）
- 八ヶ村落（備前堀八ヶ村落）
- 備前堀川

## 歴史

### 町名の由来
「騎西」の地名は、寄西・奇西・崎西・埼西とも書く。 その由来は皇后領の私市部〔きさいちべ〕にあり、武蔵七党の一つとされる私市党が当地を中心に勢力を張ったことによるという。中世には私市城があり、この城は根小屋城・山根城とも言われた。
別の説では、中世に埼玉郡が東西に分けられた際に「騎西（埼西）」「騎東」の両郡の呼称が用いられたことに由来するとされる（ただし、騎東郡の領域の大半が太田荘であったため、荘名で呼ばれた事例が多い）。江戸時代には元の埼玉郡に戻されたが、騎西の呼び名は民間では用いられたという。

### 年表
- 1869年（明治2年）1月28日 (旧暦) - 武蔵知県事・宮原忠治の管轄区域をもって大宮県が発足（県庁は日本橋馬喰町）。ほか旧町域では古河県・前橋県・龍崎県に属した村もあり。
- 1869年（明治2年）9月29日 (旧暦) - 県庁が浦和に移転し、大宮県から浦和県に改称。
- 1871年（明治4年）11月14日 (旧暦) - 浦和県・忍県・岩槻県の3県が合併して埼玉県が誕生。
- 1889年（明治22年）4月1日 - 町村制施行に伴い、北埼玉郡騎西町・外川村・下崎村が合併し、騎西町が発足する[2]。
- 1943年（昭和18年）4月1日 - 北埼玉郡騎西町・田ヶ谷村・種足村・鴻茎村・高柳村が合併し、騎西町となる[2]。
- 1946年（昭和21年）5月1日 - 北埼玉郡騎西町が騎西町・田ヶ谷村・種足村・鴻茎村・高柳村に分離する。
- 1954年（昭和29年）10月1日 - 北埼玉郡騎西町・田ヶ谷村・種足村・鴻茎村が再び合併し、騎西町となる[2]。
- 1955年（昭和30年）3月20日 - 残りの北埼玉郡高柳村も編入する[2]。
- 2010年（平成22年）3月23日 - 加須市、北埼玉郡北川辺町・大利根町と合併し、新たに加須市となる[3]。

## 行政
歴代町長
| 代             | 氏名         | 就任年月日                | 退任年月日                 | 備考                        |
| -------------- | ------------ | ------------------------- | -------------------------- | --------------------------- |
| 1              | 若林仲右衛門 | 1889年（明治22年）5月27日 | 1893年（明治26年）5月26日  | 町村制施行                  |
| 2              | 斎藤庄三郎   | 1893年（明治26年）6月5日  | 1907年（明治40年）5月30日  |                             |
| 3              | 岡田惣助     | 1907年（明治40年）6月7日  | 1929年（大正4年）6月11日   |                             |
| 4              | 堀内祐碩     | 1929年（大正4年）6月16日  | 1930年（大正5年）7月22日   |                             |
| 5              | 岡田惣助     | 1930年（大正5年）8月1日   | 1934年（大正9年）6月17日   |                             |
| 6              | 橋本平三郎   | 1934年（大正9年）7月6日   | 1924年（大正13年）7月5日   |                             |
| この間町長不在 |              |                           |                            |                             |
| 7              | 福島良佐     | 1937年（昭和12年）8月26日 | 1938年（昭和13年）4月21日  |                             |
| 8              | 若林喜平     | 1938年（昭和13年）5月1日  | 1938年（昭和13年）12月19日 |                             |
| 9              | 福島良佐     | 1939年（昭和14年）3月4日  | 1940年（昭和15年）7月23日  |                             |
| 10             | 大久保良知   | 1940年（昭和15年）7月24日 | 1946年（昭和21年）11月10日 | 1943年-1946年の合併期を含む |
| 11             | 柿沼万之輔   | 1947年（昭和22年）4月8日  | 1954年（昭和29年）9月30日  |                             |

| 代 | 氏名       | 就任年月日     | 退任年月日     | 備考         | 出典        |
| -- | ---------- | -------------- | -------------- | ------------ | ----------- |
| 1  | 柿沼万之輔 | 1954年10月25日 | 1957年1月10日  |              | [ 5 ]       |
| 2  | 加藤藤吉   | 1957年2月10日  | 1973年5月9日   |              | [ 5 ]       |
| 3  | 古沢貞次郎 | 1973年6月24日  | 1989年6月23日  |              | [ 5 ]       |
| 4  | 渡辺修男   | 1989年6月24日  | 1991年12月31日 |              | [ 5 ]       |
| 5  | 石川三郎   | 1992年1月27日  | 2007年8月30日  | 在任中に死去 | [ 5 ] [ 6 ] |
| 6  | 若山勝彦   | 2007年10月14日 | 2010年3月22日  | 騎西町廃止   |             |

### 市町村合併
1943年のいわゆる戦時合併の際に後の騎西町と同じ範囲で合併が成立したが、1946年に旧町村が再び分離し、合併以前の町村に戻った。
1950年代に入りいわゆる昭和の大合併により各地で合併が相次いだが、騎西町でも合併の機運が高まり、1954年に戦時合併時の騎西町のうち高柳村を除く町村が再び合併し、騎西町となった。翌1955年に高柳村を編入し、戦時合併時の範囲に戻った。
平成の大合併では隣接する加須市との合併を目指していたが、2004年8月22日に両市町で行われた合併の是非を問う住民投票の結果、当町では賛成票の数が上回ったものの加須市で反対多数となり、合併協議会は10月31日に解散した。その後、2008年9月3日に加須市の大橋良一市長（当時）から北埼玉郡大利根町・北埼玉郡北川辺町とともに1市3町の合併を持ちかけられ、前向きな姿勢を示した。2010年3月23日に1市3町の枠組みで合併し、新たに加須市となった。

### 広域行政
- 加須市・騎西町衛生施設組合（加須市と共に、ごみ処理及びし尿処理を行っていた）
- 騎西鴻巣学校給食センター組合（鴻巣市と共に、学校給食に関連する事務を行っていた）
- 広域利根斎場組合（加須市、久喜市、幸手市、北埼玉郡北川辺町、北埼玉郡大利根町、南埼玉郡宮代町、南埼玉郡菖蒲町、北葛飾郡栗橋町、北葛飾郡鷲宮町と共に斎場運営を行っていた）

## 地名
- 大字の出典：[9]
- 小字の出典：[10]

### 大字騎西
小字：町並、元町裏、新田裏、町裏、新田脇、高道、田ヶ谷前、新田上、修理山

### 大字外川
小字：萩原、松原

### 大字下崎
小字：関沼、道北、道南、座堀、前河内、野中、大堀、中郷、高道、立野、中路附、西ノ谷前、西ノ谷裏、六反地、新道上、鉾木

### 大字上崎
小字：門前、三島、鐘撞免、西原、池ノ上、中島、川棚、舟戸、深田、一町地、新堀、前原、三重堀、観音堂、佐堀（）、天神、長宮、池田

### 大字内田ケ谷
小字：野中、小西、上郷、中郷、寄居、寄居前、皮屋西、新堀前（）、中松

### 大字外田ケ谷
小字：本村、宮、新田、三本木、前谷

### 大字道地
小字：中屋敷、稲荷宮、天沼、下道地、上内出、堤下、七反地、前田、新田、宮田、島合、堤上

### 大字下種足
小字：村内、大宮、大谷、中島

### 大字中種足
『武蔵国郡村誌』によると、明治初期の中種足・上種足・戸室には、番号ではない小字名が付されていた。
小字：一番 - 十九番、二十一番

### 大字上種足
小字：一番 - 十三番、川島

### 大字戸室
小字：一番 - 十三番

### 大字中ノ目
小字：弥勒、西浦、上川棚、下川棚、前川棚、竹ノ花、野中、雁渕、押出（）

### 大字西ノ谷
小字：西前、西浦、東前、東浦

### 大字鴻茎
小字：立山、北谷、東谷、一丁田、三俣、新道上、寿明、柳宮、沖田、白山裏、白山、久保沼

### 大字芋茎
小字：本村、西原、前田、芋郷、狭間、白山、北谷、柳原、東原、上戸塚、霜戸塚、久保沼

### 大字牛重
小字：上前、上裏、中前、中裏、下前、下裏、島浦

### 大字根古屋
小字：前、中宿、道上、道下、向沼

### 大字上高柳
小字：船橋、本田、柳下、地原、八反田、谷中、大六天、広島、山王

### 大字日出安
小字：新道上、新道下、内栅見、外栅見、川北、上、中、下

### 大字正能
小字：谷中、当開戸（）、弁天、寺前、大道、宮下、古宮

### 大字戸崎
小字：上、下、城附、元屋敷、名倉、五反地、沼通、広島、鍵谷

## 人口
| 年月                     | 世帯数  | 人口    | 人口密度  | 出典     |
| ------------------------ | ------- | ------- | --------- | -------- |
| 1838年（天保09年）       | 355戸   | 1,544人 |           | [ 12 ]   |
| 1880年前後（明治10年代） | 373戸   | 2,039人 |           | [ 13 ]   |
| 1895年（明治28年）12月   |         | 2,468人 |           | [ 14 ]   |
| 1920年（大正09年）10月   | 490戸   | 2,445人 |           | 国勢調査 |
| 1925年（大正14年）       |         | 2,516人 |           | [ 16 ]   |
| 1930年（昭和05年）       |         | 2,462人 |           | [ 16 ]   |
| 1935年（昭和10年）10月   | 510戸   | 2,581人 | 784人/km2 | [ 16 ]   |
| 1940年（昭和15年）       | 491戸   | 2,497人 | 789人/km2 | [ 17 ]   |
| 1947年（昭和22年）10月   |         | 3,180人 |           | 国勢調査 |
| 1950年（昭和25年）10月   |         | 3,173人 | 964人/km2 | 国勢調査 |
| 1995年（平成07年）10月   | 1,440戸 | 4,992人 |           | 国勢調査 |
| 2000年（平成12年）10月   | 1,534戸 | 5,054人 |           | 国勢調査 |
| 2005年（平成17年）10月   | 1,558戸 | 4,971人 |           | 国勢調査 |

| 年月                     | 世帯数  | 人口     | 人口密度  | 出典     |
| ------------------------ | ------- | -------- | --------- | -------- |
| 1880年前後（明治10年代） | 2,249戸 | 13,473人 |           | [ 13 ]   |
| 1895年（明治28年）12月   |         | 14,944人 |           | [ 14 ]   |
| 1920年（大正09年）10月   | 2,542戸 | 13,984人 |           | 国勢調査 |
| 1925年（大正14年）       |         | 13,935人 |           | [ 23 ]   |
| 1930年（昭和05年）       |         | 12,825人 |           | [ 23 ]   |
| 1935年（昭和10年）10月   | 2,546戸 | 14,111人 |           | [ 23 ]   |
| 1940年（昭和15年）       | 2,502戸 | 14,080人 |           | [ 17 ]   |
| 1947年（昭和22年）10月   |         | 17,108人 |           | 国勢調査 |
| 1950年（昭和25年）10月   |         | 16,765人 |           | 国勢調査 |
| 1955年（昭和30年）10月   | 2,735戸 | 16,352人 | 584人/km2 | 国勢調査 |
| 1960年（昭和35年）10月   | 2,734戸 | 15,466人 | 548人/km2 | 国勢調査 |
| 1965年（昭和40年）10月   | 2,826戸 | 14,966人 | 530人/km2 | 国勢調査 |
| 1970年（昭和45年）10月   | 2,975戸 | 14,621人 | 518人/km2 | 国勢調査 |
| 1975年（昭和50年）10月   | 3,146戸 | 14,688人 | 520人/km2 | 国勢調査 |
| 1980年（昭和55年）10月   | 3,792戸 | 16,594人 | 588人/km2 | 国勢調査 |
| 1985年（昭和60年）10月   | 4,082戸 | 17,507人 | 620人/km2 | 国勢調査 |
| 1990年（平成02年）10月   | 4,614戸 | 18,827人 | 658人/km2 | 国勢調査 |
| 1995年（平成07年）10月   | 5,225戸 | 19,899人 | 696人/km2 | 国勢調査 |
| 2000年（平成12年）10月   | 5,652戸 | 20,382人 | 713人/km2 | 国勢調査 |
| 2005年（平成17年）10月   | 5,901戸 | 20,007人 | 700人/km2 | 国勢調査 |

## 経済

### 産業
- 主な産業

株式会社釜屋：日本酒「力士」の蔵元。テレビ埼玉でコマーシャルを流している。
- 産業人口（2005年[32]）
  - 第一次産業：1,155人
  - 第二次産業：3,399人
  - 第三次産業：6,308人
    - うち卸売・小売業：1,868人

### 金融機関
- 埼玉りそな銀行騎西支店
- 埼玉縣信用金庫騎西支店
- ほくさい農業協同組合（JAほくさい）

騎西中央支店
田ケ谷支店
種足支店
鴻茎支店

## 地域

### 教育
出典：
小学校
- 騎西町立騎西小学校
- 騎西町立田ケ谷小学校
- 騎西町立種足小学校
- 騎西町立鴻茎小学校
- 騎西町立高柳小学校

中学校
- 騎西町立騎西中学校

高等学校
- 埼玉県立騎西高等学校

特別支援学校
- 埼玉県立騎西養護学校

### 公共施設
町の施設
- 騎西町文化会館（保健センター）
- 老人福祉センター（社会福祉協議会）
- 町立保育所
- 吉川保育園
- 高齢者事業団
- 多賀谷寿光園（特別養護老人ホーム）
- 虹の園（介護老人保健施設）
- 埼玉中央学園 デイケアセンターきさい
- 町立図書館
- 生涯学習センター（キャッスルきさい）
- 郷土史料展示室（騎西城）
- 町立下戸塚集会所
- 田ヶ谷総合センター
- いきいき農村センター
- 種足農村文化センター
- 高柳農村文化センター
- 鴻茎自治センター
- 総合体育館（ふじアリーナ）
- 玉敷公園
- 中央公園
- 総合公園
- 城山公園
- 田ヶ谷サン・スポーツランド
- 種足ふれあいの森
- けやき公園
- 藤ノ木公園
- 古宮公園

県の施設
- 埼玉県環境科学国際センター[33]

### 警察・消防
- 加須警察署騎西交番[33]
- 加須地区消防組合騎西分署[33]

### 電話番号
市外局番は、町内全域が「0480」。同一市外局番の地域との通話は、市内通話料金で利用可能（久喜MA）。収容局は騎西局のみ。

### 郵政
郵便番号は、町内全域が「347-01xx」（郵便事業加須支店が集配を担当）である。
- 騎西郵便局
- 田ヶ谷簡易郵便局

## 交通

### 道路
一般国道
国道122号
都道府県道
主要地方道
埼玉県道38号加須鴻巣線
一般県道
埼玉県道148号騎西鴻巣線
埼玉県道149号加須菖蒲線
埼玉県道151号久喜騎西線
埼玉県道305号礼羽騎西線
埼玉県道308号内田ヶ谷鴻巣線
埼玉県道313号北根菖蒲線

### バス
朝日バス
加須車庫 - 加須駅 - （騎西町内） - 鴻巣駅 - 免許センター
騎西町内は役場付近を除き、埼玉県道38号加須鴻巣線沿いにバス停がある。

### タクシー
タクシーの営業区域は県北交通圏で、熊谷市・深谷市・本庄市・行田市・加須市・羽生市などと同じである。

## 観光・旧跡・催事
- 藤まつり
- あじさい祭り
- 銀杏祭
- 騎西城（私市城）

### 寺社
- 玉敷神社
- 愛宕社
- 久伊豆社
- 諏訪神社
- 天神社
- 八幡神社
- 浄楽寺
- 如来寺
- 大英寺

## 出身者
- 谷山豊（数学者）
- 河野省三（神道学者、國學院大學学長）
- 初代伊勢ノ海五太夫（力士）
- 関口晃一（生物学者、カブトガニ研究）
- 入船亭扇蔵 (4代目)（落語家）
- のりつけ雅春（漫画家）